# Laciris pelagica
Laciris pelagica – gatunek ryby z rodziny piękniczkowatych (Poeciliidae), jedyny przedstawiciel rodzaju Laciris. Jest endemitem Jeziora Edwarda położonego na pograniczu Demokratycznej Republiki Konga i Ugandy. Stwierdzenia z Jeziora Jerzego i kanału Kazinga w Ugandzie są niepewne i mogą dotyczyć błędnie zidentyfikowanych osobników.